# Calion
Calion – miasto w Stanach Zjednoczonych, w stanie Arkansas, w hrabstwie Union.